# 泰拉莫主教座堂

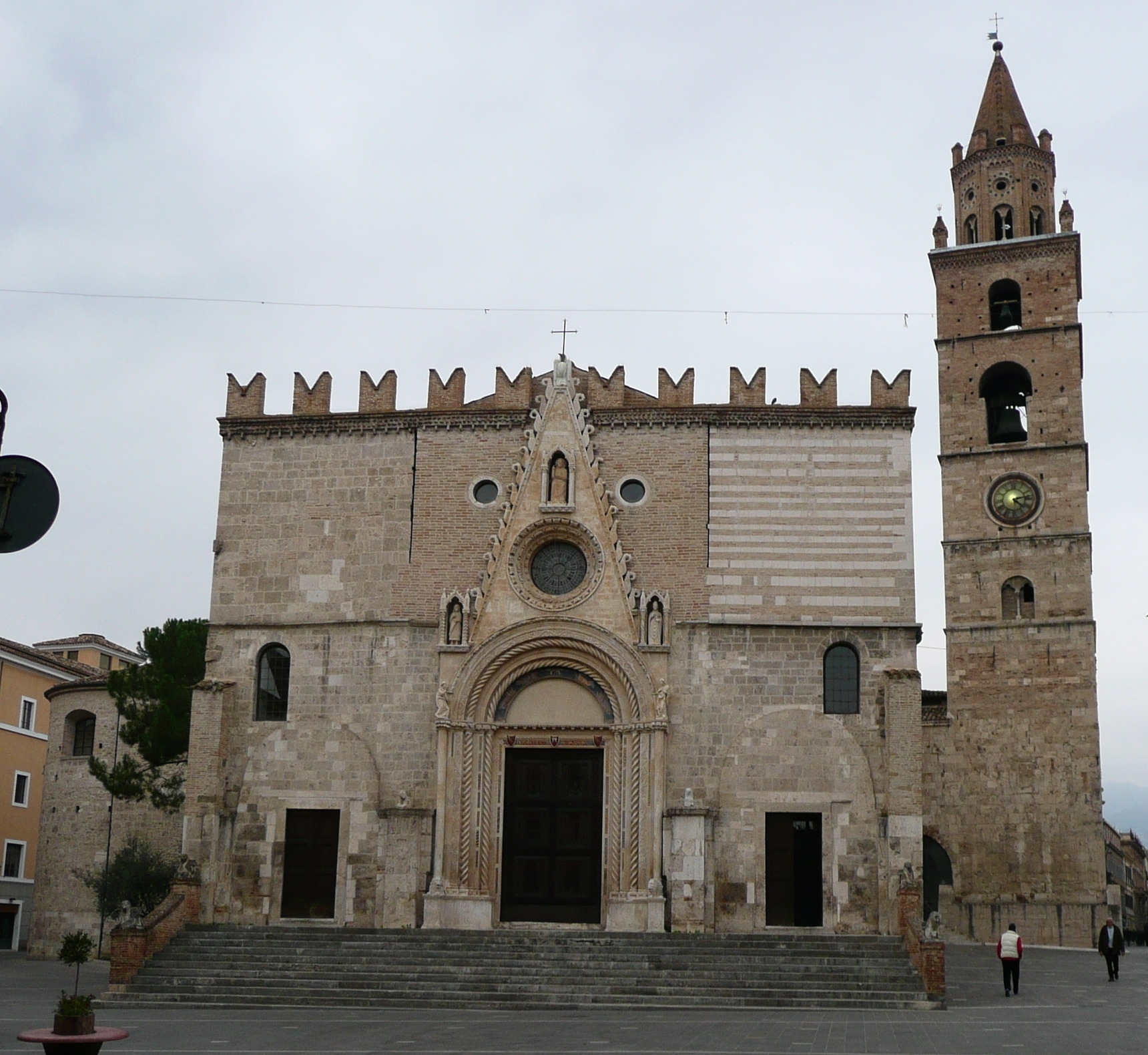
泰拉莫主教座堂

泰拉莫主教座堂（義大利語：Duomo di Teramo）是意大利中部阿布魯佐大區城市泰拉莫的一座天主教的主教座堂。這座教堂奉獻給聖母升天和Saint Berardo，是天主教泰拉莫-阿特里教區的主教座堂。教堂的外觀融合了羅馬式和哥特式建築。

## 外部連結
- Teramo Cathedral in the Diocese of Teramo-Atri website （意大利文）

42°39′30.5″N 13°42′13.3″E / 42.658472°N 13.703694°E